# Sancho III van Castilië
Sancho III (Spaans: Sancho III, el Deseado) (Toledo, 1134 — aldaar, 31 augustus 1158) was koning van Castilië van 1157 tot zijn plotselinge dood in 1158. Hij was de oudste zoon van Alfons VII en Berenguela van Barcelona. Het testament van zijn vader bepaalde dat hij het Koninkrijk Castilië van zijn vader erfde; zijn broer Ferdinand II werd koning van León.
Hij trad op 4 februari 1151 in het huwelijk met Blanca van Navarra (ca. 1133-12 augustus 1156), dochter van koning García IV van Navarra en werd de vader van:
- Alfons VIII van Castilië
- infante García, die bij zijn geboorte in 1156 overleed en hiermee ook Blanca mee de dood insleepte.

## Voorouders
| Voorouders van Sancho III van Castilië (1134-1158) | Voorouders van Sancho III van Castilië (1134-1158)                                 | Voorouders van Sancho III van Castilië (1134-1158)                                 | Voorouders van Sancho III van Castilië (1134-1158)                                 | Voorouders van Sancho III van Castilië (1134-1158)                                 | Voorouders van Sancho III van Castilië (1134-1158)                                  | Voorouders van Sancho III van Castilië (1134-1158)                                  | Voorouders van Sancho III van Castilië (1134-1158)                                  | Voorouders van Sancho III van Castilië (1134-1158)                                  |
| -------------------------------------------------- | ---------------------------------------------------------------------------------- | ---------------------------------------------------------------------------------- | ---------------------------------------------------------------------------------- | ---------------------------------------------------------------------------------- | ----------------------------------------------------------------------------------- | ----------------------------------------------------------------------------------- | ----------------------------------------------------------------------------------- | ----------------------------------------------------------------------------------- |
| Overgrootouders                                    | Willem I van Bourgondië (1020-1087) ∞ Stephania van Longwy-Metz (1035-1088)        | Willem I van Bourgondië (1020-1087) ∞ Stephania van Longwy-Metz (1035-1088)        | Alfons VI van León (1040-1109) ∞ Constantia van Bourgondië (1046-1093)             | Alfons VI van León (1040-1109) ∞ Constantia van Bourgondië (1046-1093)             | Raymond Berengarius II van Barcelona (1053-1082) ∞ Mathilde van Calabrië (-1111)    | Raymond Berengarius II van Barcelona (1053-1082) ∞ Mathilde van Calabrië (-1111)    | Gilbert I van Gévaudan (1060-1111) ∞ Gerberga van Provence (1060-1115)              | Gilbert I van Gévaudan (1060-1111) ∞ Gerberga van Provence (1060-1115)              |
| Grootouders                                        | Raymond van Bourgondië (1059-1107) ∞ Urraca van Castilië en León (1079-1126)       | Raymond van Bourgondië (1059-1107) ∞ Urraca van Castilië en León (1079-1126)       | Raymond van Bourgondië (1059-1107) ∞ Urraca van Castilië en León (1079-1126)       | Raymond van Bourgondië (1059-1107) ∞ Urraca van Castilië en León (1079-1126)       | Raymond Berengarius III van Barcelona (1082-1131) ∞ Dulcia van Provence (1090-1129) | Raymond Berengarius III van Barcelona (1082-1131) ∞ Dulcia van Provence (1090-1129) | Raymond Berengarius III van Barcelona (1082-1131) ∞ Dulcia van Provence (1090-1129) | Raymond Berengarius III van Barcelona (1082-1131) ∞ Dulcia van Provence (1090-1129) |
| Ouders                                             | Alfons VII van León en Castilië (1105-1157) ∞ Berengaria van Barcelona (1108-1149) | Alfons VII van León en Castilië (1105-1157) ∞ Berengaria van Barcelona (1108-1149) | Alfons VII van León en Castilië (1105-1157) ∞ Berengaria van Barcelona (1108-1149) | Alfons VII van León en Castilië (1105-1157) ∞ Berengaria van Barcelona (1108-1149) | Alfons VII van León en Castilië (1105-1157) ∞ Berengaria van Barcelona (1108-1149)  | Alfons VII van León en Castilië (1105-1157) ∞ Berengaria van Barcelona (1108-1149)  | Alfons VII van León en Castilië (1105-1157) ∞ Berengaria van Barcelona (1108-1149)  | Alfons VII van León en Castilië (1105-1157) ∞ Berengaria van Barcelona (1108-1149)  |